# Towers of Darkover
Towers of Darkover este o antologie de povestiri științifico-fantastice (de fantezie științifică) care a fost editată de scriitoarea americană Marion Zimmer Bradley. 
Povestirile fac parte din Seria Darkover care are loc pe planeta fictivă Darkover din sistemul stelar fictiv al unei gigante roșii denumită Cottman. Planeta este dominată de ghețari care acoperă cea mai mare parte a suprafeței sale. Zona locuibilă se află la doar câteva grade nord de ecuator.
Towers of Darkover a fost publicată pentru prima dată de DAW Books (nr. 919) în iulie 1993.

## Cuprins
- Editorial, de Marion Zimmer Bradley
- "Love of the Banshee", de Lynne Armstrong-Jones
- "The Wind Man", de Dorothy J. Heydt
- "Shelter", de Nina Boal
- "Carmen’s Flight", de Margaret L. & Leslie R. Carter
- "Ten Minutes or So", de Marion Zimmer Bradley
- "Victory’s Cost", de Patricia B. Cirone
- "Kefan McIlroy Is Snared", de Aletha Biedermann-Wiens
- "Rosa the Washerwoman", de Mary Ellen Fletcher
- "Like a Moth to the Flame", de Emily Alward
- "A Change of View", de Judith Kobylecky
- "Choices", de Lynn Michals
- "A Lesser Life", de Patricia Duffy Novak
- "Summer Storms", de Glenn Sixbury
- "Conscience", de Alexandra Sarris
- "Shame", de Charley Pearson
- "The Frontier", de Diana L. Paxson
- "The Aillard Anomaly", de Diann Partridge
- "Destined for the Tower", de Elisabeth Waters și Deborah Wheeler
- "The Madwoman of the Kilghard Hills", de Joan Marie Verba
- "I’m a Big Cat Now", de David R. Heydt